# Eduard Frühwirth
Eduard Frühwirth (Viena, 17 de Novembro de 1908 – 27 de Fevereiro de 1973) foi um futebolista e treinador austríaco. 
Nascido no extinto Império Austro-Húngaro, Edi (como também era conhecido), iniciou sua carreira quando tinha apenas dezoito anos, no tradicional Rapid Wien. Porém, disputaria apenas uma partida, poucos dias após completar dezenove anos. Deixaria o clube no ano seguinte e voltaria a defender algum clube apenas dois anos depois, quando foi contratado pelo Wiener. Neste, permaneceria apenas uma temporada também, mas se transferindo na seguinte para o Elektra Wien, onde teria relativo sucesso durante suas três temporadas. Também chegaria a atuar durante duas temporadas no Libertas Wien e mais quatro no Floridsdorfer, quando encerrou sua carreira aos 31 anos, durante a Segunda Guerra Mundial.
Não tendo grande sucesso em sua carreira dentro das quatro linhas, Frühwirth iniciou a de treinador. Sua primeira equipe fora ainda o Floridsdorfer. Em seguida, passaria sete temporadas no Wacker Wien, que acabara de conquistar o campeonato e a copa nacional. No clube, teria grande sucesso, mas não conquistando nenhum título de expressão, terminando diversas vezes os torneios com o vice-campeonato. Durante o período, logo no início de sua passagem pelo Wacker, Frühwirth treinaria a Seleção Austríaca nos Jogos Olímpicos de 1948. Porém, o torneio terminou para sua seleção logo na primeira partida, quando foi eliminada pela Suécia (3 a 0).
Seu grande sucesso no comando do Wacker lhe rendeu diversas propostas, tendo aceito a do Schalke 04. No clube, permaneceria durante cinco temporadas, tendo seu maior momento na quarta, quando conquistou o último título nacional do clube alemão, batendo na final o Hamburgo de Uwe Seeler. Após o título, permaneceria mais uma temporada, quando acertou com o Karlsruher. Permaneceria durante três temporadas, mas sem grande sucesso.
Seu próximo grande sucesso aconteceria no seu retorno à Áustria, treinando o Austria Wien. Conquistaria o campeonato e a copa nacional logo em sua primeira temporada. Permaneceria mais uma temporada, mas deixando o clube quando aceitou o convite para treinar a Seleção Austríaca. Porém, nesta, não teria sucesso, não conseguindo classificá-la para nenhuma torneio. Em seguida, retornaria para a Alemanha, no comando do Viktoria Köln. Sem sucesso, retornou ao seu país para comandar Wattens e SSW Innsbruck, mas não obtendo grandes resultados.
Frühwirth acabaria falecendo num acidente de carro na estrada entre Munique e Salzburgo, devido a grande quantidade de neve no local, não conseguindo evitar o choque contra um caminhão.